# 회전 공구대
회전 공구대(turret)는 범용선반에 사용되는 공구대와 같이 공구를 장착하는 기계장치로서 회전 공구대와 갱타입 공구대가 있다. 회전 드럼에 각종 공구를 장착하여 프로그램에 의해 선택하여 사용한다. 일반적으로 사용되는 회전 드럼의 분할 수는 4~12개이고, 매회 공구선택의 위치 정밀도는 회전 공구대 내부의 큐빅 커플링에 의해 정밀한 위치를 결정을 하게 구성되어 있고, 회전드럼의 회전력은 유압 또는 전기 모터로 회전시킨다.